# Kathryn Pinnock
Pour les articles homonymes, voir Pinnock (homonymie).
Kathryn Mary Pinnock, baronne Pinnock (née le 25 septembre 1946) est une femme politique libérale démocrate britannique, une pair à vie et une ancienne institutrice. Depuis 1987, elle est membre du Kirklees Metropolitan Borough Council. Elle est chef du groupe Lib Dem du conseil de 1991 à 2014 et chef du conseil de 2000 à 2006. Elle est créée pair à vie en 2014 et siège maintenant à la Chambre des lords.

## Jeunesse
Pinnock est née le 25 septembre 1946. Elle étudie l'histoire et la chimie à l'Université de Keele et obtient un baccalauréat. Elle est restée à Keele pour compléter un diplôme d'enseignement.

## Début de carrière
Après l'université, Pinnock devient enseignante du secondaire. Elle enseigne l'histoire dans les écoles de Birmingham et les mathématiques pour les besoins spéciaux au lycée Rastrick dans le Yorkshire de l'Ouest. Elle est également examinatrice en chef adjointe pour l'histoire du niveau A pendant plusieurs années.

## Carrière politique
Depuis 1987, elle est conseillère locale, représentant Cleckheaton au conseil de Kirklees,. Elle est chef du groupe Lib Dem au conseil entre 1991 et 2014. Elle dirige le conseil de 2000 à 2006 et est la première femme à occuper ce poste.
Elle est créée pair à vie le 23 septembre 2014 en prenant le titre de baronne Pinnock, de Cleckheaton dans le Yorkshire de l'Ouest. Depuis juin 2015, elle est membre de la sous-commission des affaires intérieures de la commission de l'Union européenne.
En 2015, Pinnock est nommée Porte-parole pour l'enfance des Lib Dems, et en octobre 2016, elle est nommée secrétaire d'État fictive pour les communautés et le gouvernement local.
En juillet 2015, Pinnock reçoit un doctorat honorifique de l'Université de Huddersfield.